# شیر لوطی علیخان
شیر لوطی علیخان در ضرب‌المثلهای ایرانی کنایه از صاحب قدرتی می‌باشد که گذر زمان و چرخش روزگار وی را به موجودی رام و ذلیل بدل ساخته‌است. این ضرب‌المثل، ریشه در یک پدیدهٔ تاریخی در عصر قاجاریه دارد.

## در مثلهای ایرانی
امروزه در ضرب‌المثل‌های ایرانی که عمدتاً در صحبت‌های افراد و شخصیت‌های اهل فضل و تاریخدانان به کار گرفته می‌شود، تعبیر شیر لوطی علیخان به افرادی اشاره دارد که زمانی صاحب قدرت و شوکت و عظمت خیره کننده بوده‌اند، امّا بعدها و در گذر ایّام، روزگار از آنان موجوداتی خوار و ناتوان و بی‌مایه و فرمانبر ساخته‌است.

## پیشینه و ریشهٔ تاریخی
در تهران دوران قاجاریه و زمانی که حیوان بازی از تفریحات مردم آن دوره بود، کسانی بودند که حرفه آنها تربیت و رام کردن حیوانات بود و این افراد در اصطلاح آن عصر، لوطی خوانده می‌شدند. اما از لوطی‌های معروف تهران در اواخر عصر قاجار، فردی به نام لوطی علیخان بود که در رام کردن شیر توانایی مخصوص داشت.
لوطی علیخان اواخر شیرعظیم‌الجثه‌ای را رام کرده بود که اندامی با ابهت و یال و کوپالی مفصل داشت، امّا با این وجود لوطی علیخان این شیر تنومند را چنان رام کرده بود که به یک گربهٔ دست آموز خانگی تبدیل گشته بود و حتی بنا به گفته‌ها و نوشته‌های شاهدان عینی، کودکان به راحتی به این شیر نزدیک می‌شدند و تکه‌های چوب را به سوراخهای بدن او فرو می‌بردند!، اما شیر عظیم کوچک‌ترین عکس العملی نشان نمی‌داد و تنها به نگاه کردن به اعمال و خنده‌های کودکان بازیگوش اکتفا می‌نمود.

## نوشتهٔ بزرگ امید
ابوالحسن بزرگ امید از رجال برجستهٔ ایران در اواخر عصر قاجاریه که لوطی علی خان و شیر او را به چشم خویش دیده بود، در کتاب خاطرات خویش، به شیر لوطی علیخان چنین اشاره می‌کند:
لوطی علیخان شیری داشت، به قدری این حیوان رام شده بود که اطفال چوب را در همه جای او فرومی بردند و تحمل می‌کرد! بعدها معمول شده بود کسانی که تحمل داشتند و آلت دست واقع می‌شدند، آنها را «شیر لوطی علیخان» می‌گفتند